# Jean-Paul Ngassa
Jean-Paul Ngassa  est un réalisateur camerounais, né en 1939 à Bana Bafang. 
Il est considéré comme le premier cinéaste camerounais. Son court métrage de 26 minutes, Aventure en France, décrit la vie des étudiants camerounais en métropole.
Il meurt le 5 janvier 2022, à Douala, des suites d'une longue maladie.

## Filmographie
- 1970 : Une nation est née
- 1965 : La Grande Case Bamiléké
- 1962 : Aventure en France